# José Antonio Alonso Vázquez
José Antonio Alonso Vázquez (Pamplona, Navarra, España, 6 de abril de 1961) es un exbaloncestista español que medía 1,80 cm y cuya posición en la cancha era la de base. Una de sus especialidades en el juego eran los robos de balón, robando 466 en 268 partidos en la liga ACB. Es hermano de Juan Miguel Alonso, también jugador de baloncesto profesional.

## Clubes
- Cantera Colegio Loyola San Sebastián.
- 1980-1981 Obradoiro Santiago
- 1981-1990 CB Valladolid
- 1990-1992 Cajabilbao
- 1992-1993 Loyola Easo